# 夫辜
夫辜（達悟語：Vonkou/Voukou），是台灣達悟族傳說中的巨人族，會危害達悟族人、讓族人生病:148:153。

## 外觀與習性
夫辜有著巨大的眼睛與紅銅色的肌膚，還長有長長的爪子和體毛，他們大多住在山腳下或洞窟裡，生活大致上與一般人類無異。

## 能力
據說當人類靠近夫辜的住處時，夫辜會搶走人類的靈魂給孩子當作玩具，被搶走靈魂的人類則會生病:251。